# Nati nel 1971/Gennaio
| Questa pagina contiene informazioni ricavate automaticamente dalle voci biografiche con l'ausilio del template Bio e di un bot. L'aggiornamento è periodico e automatico e ricostruisce completamente la pagina. Se manca una persona in questa lista, sei pregato di non aggiungerla, ma accertati piuttosto che la sua voce biografica contenga il template Bio e che i dati anagrafici siano correttamente compilati. Se il template Bio manca, inseriscilo tu stesso o, in alternativa, metti l'avviso {{tmp\|Bio}} che ne segnala la mancanza. Se i dati riportati sono sbagliati, correggi direttamente la voce biografica; le modifiche saranno visibili in questa lista entro pochi giorni. Per chiarimenti vedi il progetto biografie. La lista contiene solo le 326 persone che sono citate nell'enciclopedia e per le quali è stato implementato correttamente il template Bio. Pagina aggiornata al 18 giu 2025. |

- 1º gennaio - Sandro Alfaro, ex calciatore costaricano
- 1º gennaio - Lorenzo Amurri, scrittore e musicista italiano († 2016)
- 1º gennaio - Turgay Aydın, attore turco
- 1º gennaio - Batur Altıparmak, ex calciatore turco
- 1º gennaio - Marco Cerreto, politico e funzionario italiano
- 1º gennaio - Caterina Dietschi, allenatrice di sci alpino e ex sciatrice alpina svizzera
- 1º gennaio - Samuel Henson, ex lottatore statunitense
- 1º gennaio - Bobby Holik, ex hockeista su ghiaccio cecoslovacco
- 1º gennaio - Anthony Katagas, produttore cinematografico statunitense
- 1º gennaio - Katarzyna Kozaczyk, modella e attrice polacca
- 1º gennaio - Kevin Mitchell, giocatore di football americano statunitense († 2007)
- 1º gennaio - DeObia Oparei, attore e drammaturgo britannico
- 1º gennaio - Bridget Pettis, ex cestista e allenatrice di pallacanestro statunitense
- 1º gennaio - Juan Carlos Plata, allenatore di calcio e ex calciatore guatemalteco
- 1º gennaio - Chris Potter, sassofonista e clarinettista statunitense
- 1º gennaio - Neill Rea, attore e direttore del casting neozelandese
- 1º gennaio - Scott Riggs, pilota automobilistico statunitense
- 1º gennaio - Jyotiraditya Rao Scindia, politico indiano
- 1º gennaio - Ben Small, doppiatore britannico
- 1º gennaio - Joe Tessitore, giornalista e telecronista sportivo statunitense
- 1º gennaio - Waleed Zuaiter, attore statunitense
- 1º gennaio - Markus von Ahlen, allenatore di calcio e ex calciatore tedesco
- 2 gennaio - Massimiliano Cappellini, dirigente sportivo e ex calciatore italiano
- 2 gennaio - Taye Diggs, attore e cantante statunitense
- 2 gennaio - Ahmed Abou el-Fetouh, ex cestista egiziano
- 2 gennaio - Scot Gemmill, allenatore di calcio e ex calciatore scozzese
- 2 gennaio - Renée Elise Goldsberry, attrice e cantante statunitense
- 2 gennaio - Lisa Harrison, ex cestista e allenatrice di pallacanestro statunitense
- 2 gennaio - Anthony Iob, allenatore di hockey su ghiaccio e ex hockeista su ghiaccio canadese
- 2 gennaio - Laurie Shong, schermidore e pentatleta canadese
- 2 gennaio - Pedro Sporleder, ex rugbista a 15, dirigente d'azienda e imprenditore argentino
- 2 gennaio - Leon Trimmingham, ex cestista americo-verginiano
- 2 gennaio - Zhang Weijuan, ex cestista cinese
- 3 gennaio - Salama Ahmed, ex giocatore di calcio a 5 egiziano
- 3 gennaio - Sarah Alexander, attrice britannica
- 3 gennaio - Isabelle Charest, ex pattinatrice di short track canadese
- 3 gennaio - Patricia Djaté, ex mezzofondista francese
- 3 gennaio - Iván Espinosa de los Monteros, politico spagnolo
- 3 gennaio - Boštjan Ratković, ex calciatore sloveno
- 3 gennaio - Anthony Reed, ex cestista statunitense
- 3 gennaio - Marc Veasey, politico statunitense
- 3 gennaio - Sanja Vesel, ex cestista jugoslava
- 4 gennaio - Namig Abdullayev, ex lottatore azero
- 4 gennaio - Knut Aga jr., allenatore di calcio e ex calciatore norvegese
- 4 gennaio - Federico Cherubini, dirigente sportivo italiano
- 4 gennaio - Paulo de Almeida Coelho, ex atleta paralimpico portoghese
- 4 gennaio - Željko Dimitrijević, atleta paralimpico serbo
- 4 gennaio - Sébastien Foucras, ex sciatore freestyle francese
- 4 gennaio - Garrison Hearst, ex giocatore di football americano statunitense
- 4 gennaio - Murat Kardanov, ex lottatore sovietico
- 4 gennaio - Jeremy Licht, attore statunitense
- 4 gennaio - Uladzimir Macjušėnka, artista marziale misto bielorusso
- 4 gennaio - Alan McLaren, ex calciatore britannico
- 4 gennaio - Amarilli Nizza, soprano italiano
- 5 gennaio - Bjørn Otto Bragstad, ex calciatore norvegese
- 5 gennaio - Mauro Bressan, ex calciatore italiano
- 5 gennaio - Francesco De Angelis, violinista italiano
- 5 gennaio - Marco Falcone, politico italiano
- 5 gennaio - Sara Ferrari, politica italiana
- 5 gennaio - Joško Jeličić, ex calciatore croato
- 5 gennaio - Heinz Kuttin, ex saltatore con gli sci austriaco
- 5 gennaio - Olivia, cantante e attrice italiana
- 5 gennaio - Diego Ronsisvalle, regista, sceneggiatore e produttore cinematografico italiano
- 5 gennaio - Maciej Zieliński, ex cestista polacco
- 6 gennaio - Álvaro Misael Alfaro, allenatore di calcio e ex calciatore salvadoregno
- 6 gennaio - Vladislav Bobrik, ex ciclista su strada e pistard russo
- 6 gennaio - Franco Cavegn, ex sciatore alpino svizzero
- 6 gennaio - Francisco Cerezo, ex ciclista su strada spagnolo
- 6 gennaio - Choi Moon-sik, ex calciatore sudcoreano
- 6 gennaio - Nada Cristofoli, ex pistard e ciclista su strada italiana
- 6 gennaio - Vincenzo Esposito, ex calciatore italiano
- 6 gennaio - Rita Ináncsi, ex multiplista ungherese
- 6 gennaio - Darius Maskoliūnas, ex cestista e allenatore di pallacanestro lituano
- 6 gennaio - Andrzej Piaseczny, cantante e attore polacco
- 6 gennaio - Karin Slaughter, scrittrice statunitense
- 7 gennaio - Gilbert Alpízar, ex giocatore di calcio a 5 costaricano
- 7 gennaio - Simona Borioni, attrice italiana
- 7 gennaio - Emanuele Canonica, golfista italiano
- 7 gennaio - Andrea Costa, violinista italiano
- 7 gennaio - DJ Ötzi, cantante e disc jockey austriaco
- 7 gennaio - Øssur Hansen, allenatore di calcio e ex calciatore faroese
- 7 gennaio - Nick Holmes, cantante e musicista britannico
- 7 gennaio - Masato Itai, ex giocatore di football americano e allenatore di football americano giapponese
- 7 gennaio - Vladislav Kulikov, ex nuotatore russo
- 7 gennaio - Manel Menéndez, allenatore di calcio e ex calciatore spagnolo
- 7 gennaio - Kevin Rahm, attore statunitense
- 7 gennaio - Carlo Ratti, architetto, urbanista e teorico dell'architettura italiano
- 7 gennaio - Jeremy Renner, attore e musicista statunitense
- 7 gennaio - Akiko Shikata, compositrice e cantante giapponese
- 7 gennaio - Martin Zandvliet, regista e sceneggiatore danese
- 8 gennaio - Gabriel Cocha, ex cestista argentino
- 8 gennaio - Jesper Jansson, dirigente sportivo e ex calciatore svedese
- 8 gennaio - Yacouba Komara, ex calciatore ivoriano
- 8 gennaio - Brook Lee, modella statunitense
- 8 gennaio - Géraldine Pailhas, attrice francese
- 8 gennaio - Massimo Romagnoli, politico italiano
- 8 gennaio - Javier Sanguinetti, allenatore di calcio e ex calciatore argentino
- 8 gennaio - Christoph Sieber, ex velista austriaco
- 8 gennaio - Pascal Zuberbühler, dirigente sportivo, allenatore di calcio e ex calciatore svizzero
- 9 gennaio - Michelle Bubenicek, storica francese
- 9 gennaio - Pietro Genga, ex tiratore a volo italiano
- 9 gennaio - Marc Houtzager, cavaliere olandese
- 9 gennaio - Angie Martinez, rapper e disc jockey statunitense
- 9 gennaio - Diane Roy, atleta paralimpica canadese
- 9 gennaio - Yolanda Soler, ex judoka spagnola
- 9 gennaio - Aaron Swinson, ex cestista e allenatore di pallacanestro statunitense
- 9 gennaio - Emma Urzúa, ex cestista messicana
- 10 gennaio - Ana Bárbara, cantante messicana
- 10 gennaio - Matteo Anchisi, ex cestista italiano
- 10 gennaio - Roberto de Assis Moreira, procuratore sportivo e ex calciatore brasiliano
- 10 gennaio - Rachid Azzouzi, ex calciatore marocchino
- 10 gennaio - Kris Bruton, ex cestista statunitense
- 10 gennaio - Francisco Filho, kickboxer e karateka brasiliano
- 10 gennaio - Manfred Geissler, pilota motociclistico tedesco
- 10 gennaio - Rudi Istenič, ex calciatore sloveno
- 10 gennaio - Theuns Jordaan, cantautore e chitarrista sudafricano († 2021)
- 10 gennaio - Mehdi Nebbou, attore francese
- 10 gennaio - Federico Sboarina, politico italiano
- 10 gennaio - Tang Lingsheng, ex sollevatore cinese
- 10 gennaio - Francis Wewengkang, ex calciatore indonesiano
- 11 gennaio - Mary J. Blige, cantautrice, attrice e produttrice discografica statunitense
- 11 gennaio - Ji Minshang, ex cestista cinese
- 11 gennaio - Paul Johnson, disc jockey e produttore discografico statunitense († 2021)
- 11 gennaio - Conrad McRae, cestista statunitense († 2000)
- 11 gennaio - Leïla Piccard, ex sciatrice alpina francese
- 11 gennaio - Steve Smith, ex altista statunitense
- 12 gennaio - Scott Burrell, ex cestista e allenatore di pallacanestro statunitense
- 12 gennaio - Peter Madsen, criminale, imprenditore e inventore danese
- 12 gennaio - David McAllister, politico tedesco
- 12 gennaio - Gerardo Soglia, imprenditore italiano
- 12 gennaio - Giuseppe Sorcinelli, ex pallavolista italiano
- 13 gennaio - Lee Agnew, batterista e percussionista britannico
- 13 gennaio - Curtis Conway, ex giocatore di football americano statunitense
- 13 gennaio - Jo-Anne Faull, ex tennista australiana
- 13 gennaio - Aleksandar Kitinov, ex tennista macedone
- 13 gennaio - Blendi Klosi, politico albanese
- 13 gennaio - John Asher, attore e regista statunitense
- 13 gennaio - Thomas Massie, politico statunitense
- 13 gennaio - Brandi Sherwood, modella statunitense
- 14 gennaio - Torsten Amft, stilista tedesco
- 14 gennaio - Alejandro Domínguez, ex hockeista su pista e allenatore di hockey su pista argentino
- 14 gennaio - Stephen Hawkins, canottiere australiano
- 14 gennaio - Thomas Hellriegel, triatleta tedesco
- 14 gennaio - Lasse Kjus, ex sciatore alpino norvegese
- 14 gennaio - Bert Konterman, allenatore di calcio e ex calciatore olandese
- 14 gennaio - Fabien Lefèvre, allenatore di calcio e ex calciatore francese
- 14 gennaio - Shannon Marketic, modella statunitense
- 14 gennaio - Antōnīs Nikopolidīs, allenatore di calcio e ex calciatore greco
- 14 gennaio - Sergej Rusinov, ex biatleta russo
- 14 gennaio - Marco Sambugaro, dirigente sportivo e ex cestista italiano
- 14 gennaio - Brent Smedley, batterista statunitense
- 14 gennaio - Luigi Tacchini, ex sciatore alpino italiano
- 14 gennaio - Ilvana Zvizdić, ex cestista bosniaca
- 15 gennaio - Eddy Capron, ex calciatore francese
- 15 gennaio - Agnete Carlsen, ex calciatrice norvegese
- 15 gennaio - Florentino Chávez, ex cestista messicano
- 15 gennaio - Eric Jacobson, burattinaio e doppiatore statunitense
- 15 gennaio - Regina King, attrice e regista statunitense
- 15 gennaio - Jules Tchimbakala, ex calciatore della Repubblica del Congo
- 15 gennaio - Paolo Vaccari, ex rugbista a 15 e dirigente sportivo italiano
- 16 gennaio - Sergi Bruguera, allenatore di tennis e ex tennista spagnolo
- 16 gennaio - Jon Davison, cantante e polistrumentista statunitense
- 16 gennaio - Josh Evans, produttore cinematografico, regista e attore statunitense
- 16 gennaio - Ulrich van Gobbel, allenatore di calcio e ex calciatore olandese
- 16 gennaio - Michel Kreek, dirigente sportivo, allenatore di calcio e ex calciatore olandese
- 16 gennaio - Akira Nakayama, chitarrista, musicista e arrangiatore giapponese
- 16 gennaio - Armando Ribeiro, ex calciatore spagnolo
- 16 gennaio - Luis Silveira, ex cestista uruguaiano
- 16 gennaio - Sergejs Tarasovs, ex calciatore e ex giocatore di calcio a 5 lettone
- 17 gennaio - Stefano Ambrosio, fumettista italiano
- 17 gennaio - Alexandre Awi Mello, presbitero brasiliano
- 17 gennaio - Leslie Benzies, autore di videogiochi britannico
- 17 gennaio - Richard Burns, pilota di rally britannico († 2005)
- 17 gennaio - Leonardo Ciampa, organista, pianista e compositore statunitense
- 17 gennaio - Abdul Fox, ex cestista statunitense
- 17 gennaio - Javier Gutiérrez Álvarez, attore spagnolo
- 17 gennaio - Kenneth Heiner-Møller, allenatore di calcio e ex calciatore danese
- 17 gennaio - Youki Kudoh, attrice e cantante giapponese
- 17 gennaio - Lil Jon, rapper e beatmaker statunitense
- 17 gennaio - Giōrgos Mpalogiannīs, ex cestista greco
- 17 gennaio - Nazri Nasir, allenatore di calcio e ex calciatore singaporiano
- 17 gennaio - Kid Rock, cantautore, polistrumentista e rapper statunitense
- 17 gennaio - Richard Teberio, ex calciatore svedese
- 17 gennaio - Sylvie Testud, attrice e scrittrice francese
- 17 gennaio - Coquese Washington, ex cestista e allenatrice di pallacanestro statunitense
- 17 gennaio - Ann Wolfe, ex pugile statunitense
- 18 gennaio - Adriana Aparecida dos Santos, ex cestista brasiliana
- 18 gennaio - Baatarsürėn Šüüdėrcėcėg, giornalista, scrittrice e regista mongola
- 18 gennaio - Otto Bathurst, regista e produttore televisivo britannico
- 18 gennaio - Arnaud Binard, attore francese
- 18 gennaio - Jonathan Davis, cantante e produttore discografico statunitense
- 18 gennaio - Christian Fittipaldi, ex pilota automobilistico brasiliano
- 18 gennaio - Pep Guardiola, allenatore di calcio e ex calciatore spagnolo
- 18 gennaio - Bård Mjølne, ex biatleta norvegese
- 18 gennaio - Jeff Monson, artista marziale misto statunitense
- 18 gennaio - Debbie Mucarsel-Powell, politica statunitense
- 18 gennaio - Valerij Stoljarov, ex combinatista nordico russo
- 18 gennaio - Binyavanga Wainaina, scrittore e giornalista keniota († 2019)
- 18 gennaio - Paolo Zanotti, scrittore e saggista italiano († 2012)
- 19 gennaio - Manuel Alfaro, allenatore di calcio e ex calciatore spagnolo
- 19 gennaio - Riku-Petteri Lehtonen, allenatore di hockey su ghiaccio e ex hockeista su ghiaccio finlandese
- 19 gennaio - Rachel Luttrell, attrice tanzaniana
- 19 gennaio - Niusha Mancilla, ex mezzofondista boliviana
- 19 gennaio - Eric Mangini, ex giocatore di football americano e allenatore di football americano statunitense
- 19 gennaio - Tamayo Marukawa, politica giapponese
- 19 gennaio - Arturo Miranda, tuffatore cubano
- 19 gennaio - Sven Scheuer, ex calciatore tedesco
- 19 gennaio - Zanele Situ, atleta paralimpica sudafricana († 2023)
- 19 gennaio - Shawn Wayans, attore e regista statunitense
- 20 gennaio - Gary Barlow, cantautore, musicista e produttore discografico britannico
- 20 gennaio - Enrique Burgos, ex calciatore spagnolo
- 20 gennaio - Derrick Green, cantante statunitense
- 20 gennaio - Catherine Marsal, ex ciclista su strada francese
- 20 gennaio - Paul Masvidal, chitarrista e cantante statunitense
- 20 gennaio - Pixie McKenna, medico e conduttrice televisiva irlandese
- 20 gennaio - Johnny Mitchell, ex giocatore di football americano statunitense
- 20 gennaio - Wanderson Luiz Oliveira, ex calciatore brasiliano
- 20 gennaio - Zoe Rahman, pianista e compositrice britannica
- 20 gennaio - Ilir Shulku, dirigente sportivo e ex calciatore albanese
- 20 gennaio - Questlove, batterista, disc-jockey e produttore discografico statunitense
- 20 gennaio - Wakanohana Masaru, lottatore di sumo giapponese
- 21 gennaio - Uni Arge, ex calciatore faroese
- 21 gennaio - Rafael Berges, ex calciatore spagnolo
- 21 gennaio - Donna Lynne Champlin, attrice statunitense
- 21 gennaio - Dmitrij Chlestov, ex calciatore sovietico
- 21 gennaio - Doug Edwards, ex cestista statunitense
- 21 gennaio - Sergej Klevčenja, ex pattinatore di velocità su ghiaccio russo
- 21 gennaio - Dylan Kussman, attore e sceneggiatore statunitense
- 21 gennaio - Michelle McIlveen, politica nordirlandese
- 21 gennaio - Alan McManus, giocatore di snooker scozzese
- 21 gennaio - Massimo Meregalli, pilota motociclistico italiano
- 21 gennaio - Gigi Paoli, giornalista e scrittore italiano
- 21 gennaio - Tweet, cantautrice statunitense
- 21 gennaio - Doug Weight, allenatore di hockey su ghiaccio e ex hockeista su ghiaccio statunitense
- 22 gennaio - Agata Ciabattoni, informatica e matematica italiana
- 22 gennaio - Stan Collymore, ex calciatore inglese
- 22 gennaio - Lamine Diawara, ex cestista maliano
- 22 gennaio - Katie Finneran, attrice e cantante statunitense
- 22 gennaio - Geoffrey Gurrumul Yunupingu, cantautore, musicista e polistrumentista australiano († 2017)
- 22 gennaio - Rick Mora, attore statunitense
- 22 gennaio - Tim Mälzer, cuoco tedesco
- 22 gennaio - Max Pescatori, giocatore di poker italiano
- 22 gennaio - Gonzalo Rodríguez, pilota automobilistico uruguaiano († 1999)
- 22 gennaio - Massimiliano Romeo, politico italiano
- 22 gennaio - Dušan Stević, ex cestista serbo
- 22 gennaio - Damian Walshe-Howling, attore australiano
- 22 gennaio - Aleksandrs Žižmanovs, ex calciatore lettone
- 23 gennaio - Víctor Bonilla, ex calciatore colombiano
- 23 gennaio - Giorgio Borghetti, attore, doppiatore e direttore del doppiaggio italiano
- 23 gennaio - Katja Centomo, scrittrice, fumettista e imprenditrice italiana
- 23 gennaio - Julie Foudy, ex calciatrice statunitense
- 23 gennaio - Pascal Françaix, scrittore francese
- 23 gennaio - Leonel Gancedo, ex calciatore argentino
- 23 gennaio - Scott Gibbs, dirigente d'azienda britannico
- 23 gennaio - Mark Grimmette, ex slittinista statunitense
- 23 gennaio - Kevin Mawae, ex giocatore di football americano statunitense
- 23 gennaio - Stanislas Merhar, attore francese
- 23 gennaio - Dejan Pavlovic, ex calciatore svedese
- 24 gennaio - Jonathan Aris, attore britannico
- 24 gennaio - Andrea Cotti, scrittore, poeta e sceneggiatore italiano
- 24 gennaio - Carlo De Ruggieri, attore italiano
- 24 gennaio - José Carlos Fernández, ex calciatore boliviano
- 24 gennaio - Kenya Moore, modella e attrice statunitense
- 24 gennaio - Luigi Siniscalchi, fumettista italiano
- 25 gennaio - Brett Aitken, ex pistard australiano
- 25 gennaio - Luca Badoer, ex pilota automobilistico italiano
- 25 gennaio - Philip Coppens, scrittore, giornalista e conduttore radiofonico belga († 2012)
- 25 gennaio - David Dedek, allenatore di pallacanestro sloveno
- 25 gennaio - Giuseppe Di Bernardo, fumettista italiano
- 25 gennaio - Kpassagnon Gneto, ex calciatore ivoriano
- 25 gennaio - Juan Andrés Gómez, ex calciatore argentino
- 25 gennaio - Arturo Llopis, ex cestista spagnolo
- 25 gennaio - Ana Ortiz, attrice statunitense
- 25 gennaio - Laura Ravetto, politica italiana
- 25 gennaio - Javier Sánchez, ex giocatore di calcio a 5 spagnolo
- 25 gennaio - Aurel Sîrbu, ex sollevatore rumeno
- 25 gennaio - Rodolfo Viganò, ex tiratore a volo italiano
- 25 gennaio - Rahim Zafer, ex calciatore turco
- 26 gennaio - Hubert Aiwanger, politico tedesco
- 26 gennaio - Daniele Caluri, fumettista italiano
- 26 gennaio - Ivan Cerioli, ex ciclista su strada e pistard italiano
- 26 gennaio - Dorian Gregory, attore statunitense
- 26 gennaio - Màxim Huerta, giornalista, scrittore e politico spagnolo
- 26 gennaio - Aygün Kazımova, cantante, compositrice e danzatrice azera
- 26 gennaio - Li Ming, dirigente sportivo, allenatore di calcio e ex calciatore cinese
- 26 gennaio - Lee Naylor, ex velocista australiana
- 26 gennaio - Nélio da Silva Melo, ex calciatore brasiliano
- 26 gennaio - Desideria Rayner, montatrice italiana
- 26 gennaio - Ricardo Rojas, ex calciatore paraguaiano
- 26 gennaio - Deathprod, musicista norvegese
- 26 gennaio - Oleh Volosovskyj, architetto ucraino
- 27 gennaio - Fann Wong, attrice, cantante e modella singaporiana
- 27 gennaio - Joe Sant-Fournier, ex calciatore maltese
- 27 gennaio - Ricky Subagja, ex giocatore di badminton indonesiano
- 28 gennaio - Mario Biondi, cantautore e arrangiatore italiano
- 28 gennaio - Francesca Cheyenne, conduttrice radiofonica, conduttrice televisiva e autrice televisiva italiana
- 28 gennaio - Anthony Hamilton, cantautore e produttore discografico statunitense
- 28 gennaio - Han Wenhai, ex calciatore e ex giocatore di calcio a 5 cinese
- 28 gennaio - Elena Russo Arman, attrice teatrale e regista teatrale italiana
- 28 gennaio - Bernie Smith, tastierista britannico
- 28 gennaio - Mickalene Thomas, artista e regista statunitense
- 28 gennaio - Fred Vinson, ex cestista e allenatore di pallacanestro statunitense
- 29 gennaio - Jörg Albertz, ex calciatore tedesco
- 29 gennaio - Ekaterina Lebedeva-Gorskaja, ex schermitrice sovietica
- 29 gennaio - Matthias Pintscher, compositore e direttore d'orchestra tedesco
- 29 gennaio - Giulio Ranzo, ingegnere e imprenditore italiano
- 29 gennaio - Iunio Valerio Romano, politico italiano
- 29 gennaio - Natalija Syl'janova, ex cestista ucraina
- 30 gennaio - Darren Boyd, attore britannico
- 30 gennaio - Giuseppina Castiello, politica italiana
- 30 gennaio - Maxence Cyrin, compositore, pianista e direttore d'orchestra francese
- 30 gennaio - Barbara De Bortoli, doppiatrice italiana
- 30 gennaio - Sergio Alejandro Hernández, ex calciatore venezuelano
- 30 gennaio - Alessandro Pedroni, allenatore di calcio e ex calciatore italiano
- 30 gennaio - Qian Hong, ex nuotatrice cinese
- 30 gennaio - Roberto Silvera, arbitro di calcio uruguaiano
- 31 gennaio - George Evans, ex cestista statunitense
- 31 gennaio - Danielle Ferland, attrice e cantante statunitense
- 31 gennaio - Rita Guarino, allenatrice di calcio e ex calciatrice italiana
- 31 gennaio - Gábor Kósa, storico e sinologo ungherese
- 31 gennaio - Lee Young-ae, attrice sudcoreana
- 31 gennaio - Yasuo Manaka, ex calciatore giapponese
- 31 gennaio - Andrij Parubij, politico ucraino
- 31 gennaio - Patricia Velásquez, attrice e supermodella venezuelana
- 31 gennaio - Stefan Wolf, ex calciatore svizzero
- 31 gennaio - Julio César Yegros, ex calciatore paraguaiano